# Кукаро Монферато
Кукаро Монферато (итал. Cuccaro Monferrato) је насеље у Италији у округу Алесандрија, региону Пијемонт.
Према процени из 2011. у насељу је живело 324 становника. Насеље се налази на надморској висини од 223 м.

## Становништво
| 1936. | 1951. | 1961. | 1971. | 1981. | 1991. | 2001. | 2011. |
| ----- | ----- | ----- | ----- | ----- | ----- | ----- | ----- |
| 996   | 780   | 626   | 490   | 458   | 404   | 367   | 339   |